# Joniska öarnas förenta stater
Joniska öarnas förenta stater (grekiska: Ηνωμένον Κράτος των Ιονίων Νήσων, Enomenon Kratos ton Ionion Neson; italienska: Stati Uniti delle Isole Ionie) var en stat under brittiskt beskydd åren 1815–1864. Joniska öarna tillhör det nuvarande Grekland, som fick området i gåva av Storbritannien vid Georg I av Greklands trontillträde, då protektoratet upphörde.

## Historia
Före franska revolutionskrigen hade Joniska öarna tillhört republiken Venedig. Då den staten upplöstes 1797 genom freden i Campo Formio, annekterades den av Frankrike. Mellan 1798 och 1799 slängdes fransmännen ut av gemensamma ryska och osmanska soldater. Ockupationsstyrkorna skapade Septinsularrepubliken, som fanns åren 1800–1807.
Joniska öarna återannekterades sedan av Frankrike. 1809 vann Storbritannien mot den franska flottan utanför Zakynthos den 2 oktober, och ockuperade Kefalonia, Kythira, och Zakynthos. Britterna tog Lefkada 1810. Korfu förblev under franskt styre till 1814.
Vid Wienkongressen 1815 enades man om att ställa Joniska öarna under brittiskt beskydd. Trots den brittiska militära administrationen, garanterades Österrike samma status som Storbritannien. Avtalet verkställdes då "Maitland-konstitutionen" från 26 augusti 1817 infördes, och skapade en federation bestående av sju öar, med Thomas Maitland som första "Joniska öarnas Lord High Commissioner".
Den 29 mars 1864 skrev Storbritannien, Grekland, Frankrike och Ryssland på fördraget i London, och godkände överföringen av suveräniteten till Grekland vid ratificering, vilket var tänkt att stärka nytillträdde kung Georg I av Grekland.
Den 28 maj 1864 förenades Joniska öarna med Grekland genom förklaring av deras Lord High Commissioner.

## Delstater
Precis som namnet säger var Joniska öarnas förenta stater en federation.  Den bestod av sju öar, som fungerade som delstater:
| Delstat     | Delstatshuvudstad | Parlamentsledamöter |
| ----------- | ----------------- | ------------------- |
| Korfù       | Korfù             | 7                   |
| Cephalonia  | Argostoli         | 7                   |
| Cerigo      | Kythira           | 1 eller 2           |
| Ithaca      | Vathy             | 1 eller 2           |
| Paxò        | Gaios             | 1 eller 2           |
| Santa Maura | Lefkada           | 4                   |
| Zante       | Zakynthos         | 7                   |

## Statsfövaltning
Statsförvaltningen organiserades under ledarskapet av en Lord High Commissioner, utsedd av den brittiske monarken. Totalt arbetade tio män för honom, bland andra William Gladstone som extraordinär Lord High Commissioner.
Joniska öarna hade ett tvåkammarparlament, som kallades 'Joniska öarnas förenta staters parlament' och bestod av en lagstiftande församling och en senat.